# Rovne (podcelek)
Rovne jsou geomorfologický podcelek pohoří Žiar, asi 10 km severozápadně od Kremnice. Má podobu horských luk s horským hřbetem s nevýraznými výškovými rozdíly.

## Vymezení
Nacházejí se v jižní části pohoří a jsou plošně nejmenším podcelkem Žiaru. Západní a jižní okraj Rovní strmě stoupá z Handlovské kotliny, východním i severním směrem se terén svažuje jen mírně. Východním směrem navazuje Kunešovská hornatina, podcelek Kremnických vrchů, severním směrem pokračuje pohoří podcelkem Horeňovo.

## Nejvyšší vrcholy
- Bralová skala 825 m n. m. – nejvyšší vrchol podcelku
- Veľký vrch 773 m n. m.
- Borová 671 m n. m.[2]

## Chráněné území
Nad obcí Ráztočno se nachází přírodní památka Hájska jaskyňa.